# 84
El año 84 (LXXXIV) fue un año bisiesto comenzado en jueves del calendario juliano, en vigor en aquella fecha.
En el Imperio romano, era conocido como el Año del consulado de Augusto y Sabino (o menos frecuentemente, año 837 Ab urbe condita). La denominación 84 para este año ha sido usado desde principios del período medieval, cuando el Anno Domini se convirtió en el método prevalente en Europa para nombrar a los años.

## Acontecimientos
- El imperio romano alcanza su máxima extensión en las islas británicas, cuando la vigésima Legión romana, Valeria Victrix, conquista Caledonia (Escocia), tras vencer en la batalla de los Mons Graupius.[1]
- Se comienzan a construir las Limes: un sistema de murallas que delimitará las fronteras del Imperio romano desde el Danubio hasta el Rin

## Fallecimientos
- Gayo Opio Sabino, cónsul romano, muerto durante una incursión dacia contra la provincia romana de Moesia, provocando la Guerra Dácica de Domiciano.